# Eleonora Duse

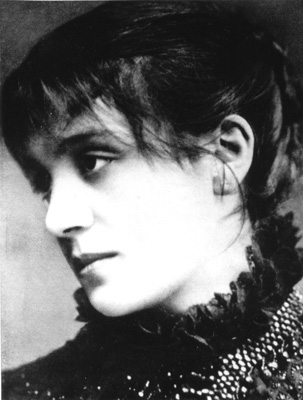
Eleonora Duse

Eleonora Duse, rond 1890

Eleonora Duse (Vigevano, 3 oktober 1858 – Pittsburgh, 21 april 1924) was een Italiaans toneelspeelster. Samen met de door haar zeer bewonderde Sarah Bernhardt wordt ze beschouwd als een van de grootste actrices uit haar tijd.

## Leven
Duse begon al als kind met acteren in het toneelgezelschap van haar vader. Haar eerste grote succes had ze in 1879 als Thérèse Raquin, in een stuk naar de roman van Émile Zola. In 1886 richtte Duse haar eigen toneelgezelschap op. Ze kreeg een verhouding met de dichter en librettist Arrigo Boito, die voor haar Shakespeares Antony and Cleopatra vertaalde. Vanaf die tijd speelde ze louter glansrollen, onder meer in stukken van Alexandre Dumas fils (La Dame aux Camélias), Giovanni Verga (Cavalleria Rusticana) en later Henrik Ibsen (Hedda Gabler, Een poppenhuis).
In 1890 verliet Duse Italië en vierde vervolgens grote successen in het buitenland, onder meer in Parijs, Berlijn en Sint-Petersburg, alsook in Amerika. Van 1894 tot 1904 was ze de maîtresse van de schrijver-dichter Gabriele D'Annunzio, die ook een aantal stukken voor haar schreef, waaronder Het grote vuur (Il Fuoco, 1900) en Francesca da Rimini (1901). In 1916 acteerde ze ook nog in een speelfilm, Cenere, van Arturo Ambrosio. 
Duse sloot in 1921 haar carrière af. Ze stierf in 1924 in een hotelkamer te Pittsburgh. Haar lichaam werd per schip terug naar Italië gebracht.

## Biografische film
In 1953 maakte Luigi Comencini een film over het leven van Duse: La Valigia dei sogni.

## Biografieën
- Jeanne Bordeux: Eleonora Duse. The Story of Her Life, Kessinger Publishing, 2005, ISBN 978-1-43261594-9
- Helen Sheehy: Eleonora Duse. A Biography. Alfred A. Knopf, 2003, ISBN 978-0-37540017-9